# حسن تيمور العليا (بيرتاج)
حسن تیمور العلیا (بالفارسية: حسن تیمور علیا) هي قرية تقع في إيران في قسم بیرتاج الريفي. يقدر عدد سكانها بـ 550 نسمة .